# Kevin Bigler
Kevin Bigler (sinh ngày 5 tháng 10 năm 1992) là một cầu thủ bóng đá người Thụy Sĩ thi đấu cho FC Thun tại Giải bóng đá vô địch quốc gia Thụy Sĩ.